# Harry Haddock
Henry Haddock, detto Harry (Glasgow, 26 luglio 1925 – 16 dicembre 1998), è stato un calciatore scozzese, di ruolo difensore.

## Palmarès

### Club

#### Competizioni nazionali
- Coppa di Scozia: 2

Clyde: 1954-1955, 1957-1958
- Scottish Championship: 3

Clyde: 1951-1952, 1956-1957, 1961-1962